# ريكس ماسون
ريكس ماسون (بالإنجليزية: Rex Mason)‏ هو محامي وسياسي نيوزلندي، ولد في 3 يونيو 1885 في ويلينغتون في نيوزيلندا، وتوفي بنفس المكان في 2 أبريل 1975. حزبياً، نشط في حزب العمال النيوزيلندي. وقد انتخب وزير التعليم ‏ وانتخب عضو مجلس النواب النيوزيلندي.